# Reid Smith
Reid Smith (8 de mayo de 1949 – 16 de octubre de 2001) fue un actor y empresario inmobiliario de nacionalidad estadounidense, cuya carrera artística se desarrolló en tre los años 1970 y 1990.

## Biografía

### Inicios
Nacido en Burbank, California, su padre era Verne Smith, cuya voz presentaba la sitcom de ABC The Adventures of Ozzie and Harriet, y que abandonó a la familia cuando Reid tenía cinco años de edad. Tenía nueve años y debía ayudar a su madre y a sus tres hermanas para salir adelante. 
Smith ingresó en la Universidad de California en Los Ángeles y se formó en economía y producción televisiva. Hizo anuncios comerciales televisivos y vendió coches de segunda mano. Invirtió 7.000 dólares en una residencia de 48.000 que revendió por 60.000. Llegó a ser propietario de numerosos coches, además de caballos, obras de arte y antigüedades.

### Carrera de actor
En 1973 Smith fue escogido para encarnar a Norm Hamilton en veinte episodios de la serie policial de Jack Webb para la NBC Chase, que protagonizaba Mitchell Ryan. Wayne Maunder trabajaba con un papel recurrente. A media temporada Smith fue despedido porque Webb consideraba que le faltaba motivación. Él mismo reconocía posteriormente que no supo aprovechar la oportunidad y que no intentaba mejorar como actor.
En 1980 fue escogido para reemplazar a Charles Frank en el papel de Lester Hackett en la miniserie western de CBS The Chisholms, con Robert Preston en el papel principal.
Otros de sus papeles fueron: Wells en el episodio "A Place to Hide" (1972), de la serie de NBC Bonanza; Wheels en "Duelling Skates" (1980), episodio del show de ABC Mork & Mindy; Vic McGraw en la entrega de 1980 "Mrs. Rosco P. Coltrane", dentro de la serie de CBS Los Dukes de Hazzard; Slade en "Annie Oakley", episodio de la serie de CBS Airwolf, con Jan-Michael Vincent; Teddy Bennett en "Steele Among the Living" (1983), dentro de la serie de NBC Remington Steele; Tad en la miniserie de 1983 Malibu; Larry en "The Siege, Part 2" (1987), episodio de Dynasty (ABC); Douglas Wittenberg en "On Your Honor" (1990), entrega del show de NBC L. A. Law. Su último papel fue el de Mr. Battung en el film de 2004 Silent Years.

### Vida personal
Reid tuvo una relación sentimental con Jaclyn Smith antes del debut de la actriz en la serie televisiva Los ángeles de Charlie, y también mantuvo una relación con otra actriz, Maude Adams.
Reid Smith falleció en el año 2001 en Burbank, California.

## Filmografía

### Cine
- 1970 : Blood Mania
- 1970 : Dinah East
- 1971 : The Late Liz
- 1974 : Teenager
- 1982 : Tennessee Stallion
- 1985 : Into the Night
- 1994 : The Killing Jar

### Televisión
- 1972 : Bonanza
- 1972 : Jigsaw
- 1973 : Chase (telefilm)
- 1973 : Columbo
- 1973 -1974 : Chase
- 1974 : The Six Million Dollar Man
- 1980 : Mork & Mindy
- 1980 : Los Dukes de Hazzard
- 1983 : Malibu (telefilm)
- 1983 : Remington Steele
- 1984 : Anatomy of an Illness (telefilm)
- 1984 : Riptide
- 1984 : Mike Hammer
- 1985 : Hollywood Beat
- 1985 : Airwolf
- 1985 : Misfits of Science
- 1986 : Knight Rider
- 1986 : Capitol
- 1986 : The Colbys
- 1987 : Dynasty
- 1988 : Sonny Spoon
- 1990 : L. A. Law
- 1990: Dragnet
- 1991: Knots Landing